# Camboya en los Juegos Paralímpicos de Londres 2012
Camboya estuvo representada en los Juegos Paralímpicos de Londres 2012 por una deportista femenina. El equipo paralímpico camboyano no obtuvo ninguna medalla en estos Juegos.